# Marcela Cristina Gómez
Marcela Cristina Gómez, född 19 februari 1984, är en argentinsk friidrottare. Hon deltog vid olympiska sommarspelen 2020.